# Hook (Hart)
Hook es una parroquia civil y un pueblo del distrito de Hart, en el condado de Hampshire (Inglaterra).

## Geografía
Según la Oficina Nacional de Estadística británica, Hook tiene una superficie de 9,42 km².

## Demografía
Según el censo de 2001, Hook tenía 6824 habitantes (49,88% varones, 50,12% mujeres) y una densidad de población de 724,42 hab/km². El 22,27% eran menores de 16 años, el 72,58% tenían entre 16 y 74 y el 5,14% eran mayores de 74. La media de edad era de 36,39 años. Del total de habitantes con 16 o más años, el 24,4% estaban solteros, el 62,03% casados y el 13,57% divorciados o viudos.
El 91,71% de los habitantes eran originarios del Reino Unido. El resto de países europeos englobaban al 2,56% de la población, mientras que el 5,73% había nacido en cualquier otro lugar. Según su grupo étnico, el 97,07% eran blancos, el 0,84% mestizos, el 1,17% asiáticos, el 0,25% negros, el 0,41% chinos y el 0,22% de cualquier otro. El cristianismo era profesado por el 76,52%, el budismo por el 0,09%, el hinduismo por el 0,29%, el islam por el 0,94%, el sijismo por el 0,04% y cualquier otra religión, salvo el judaísmo, por el 0,43%. El 15,9% no eran religiosos y el 5,79% no marcaron ninguna opción en el censo.
3748 habitantes eran económicamente activos, 3653 de ellos (97,47%) empleados y 95 (2,53%) desempleados. Había 2669 hogares con residentes, 45 vacíos y 6 eran alojamientos vacacionales o segundas residencias.